# Wyprawa morska Łapińskiego w 1863

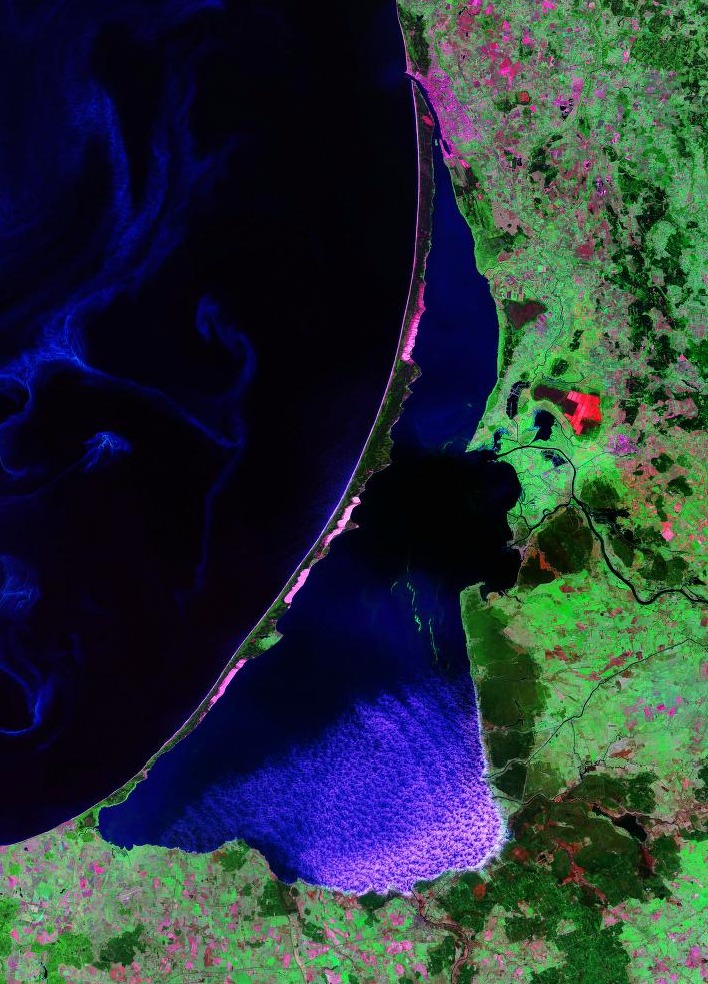
Mierzeja Kurońska, miejsce prowadzonego desantu - Landsat

Wyprawa morska Łapińskiego w 1863 (wyprawa bałtycka, wyprawa szwedzka) – próba przeprowadzenia desantu oraz dostarczenia broni i amunicji na Litwę w czasie trwania powstania styczniowego. Wyprawa zakończyła się niepowodzeniem. Operacją dowodził gen. Teofil Łapiński.

## Geneza
W czasie trwania powstania styczniowego napotykano spore trudności w dostarczaniu walczącym broni i amunicji drogą lądową. W marcu 1863 zakupiono w Anglii spore ilości broni i materiału wojennego. Istnieją pewne rozbieżności co do tego co dokładnie zakupiono i co zabrano na wyprawę. Poniżej znajduje się lista wymieniona w książce Witolda Huberta, z uwzględnieniem różnic zawartych we wspomnieniach Łapińskiego. Zakupiono 2 lekkie jedno-funtowe gwintowane armaty Whitworth z zapasem 2000 pocisków, oraz jedną armatę gwintowaną 6-funtową Whitworth z zapasem 500 pocisków pełnych, 500 granatów i 300 kartaczy. Cała artyleria kosztowała 461 funtów 8 szylingów czyli 11535 franków. Dodatkowo zakupiono 1000 odprzodowych karabinów z bagnetami (Łapiński wspomina, że były to doskonałe karabiny używane przez strzelców celnych, pochodzące z fabryki Whitworth, prawdopodobnie karabiny Whitworth), 100 tys. ładunków karabinowych, 50 cetnarów prochu, 2 miliony  kapiszonów, 20 rewolwerów, 750 szabel francuskich, 200 lanc, 100 kos, 2000 płaszczy (Łapiński wspomina o 500 starych płaszczach piechoty angielskiej), 1000 ładownic, 500 par butów (Łapiński wspomina o 200 parach starych butów), 500 koszul flanelowych niebieskich a la Garibaldi, 1000 czerwonych kepi, 50 siodeł, 3 chorągwie oraz drukarnię polową. Całość miała masę około 500 cetnarów. 
Agenci Rządu Narodowego: Józef Ćwierciakiewicz i Józef Demontowicz, za namową księcia Jana Sapiehy, zdecydowali się wysłać ten transport drogą morską. Zamierzano wyładować broń i amunicję na wybrzeżu litewskim około Połągi. Transport miał odebrać dowódca oddziałów powstańczych na Wileńszczyźnie – Zygmunt Sierakowski. Obaj agenci Rządu Narodowego wynajęli za 25000 zł angielski parowiec „Ward Jackson”. Kapitanem statku był Robert Weatherley. Kierownictwo wojskowe nad wyprawą początkowo planowano powierzyć gen. Ludwikowi Mierosławskiemu. Stawiał on jednak tak wygórowane warunki, że ostatecznie nie doszło do porozumienia z przedstawicielami Rządu Narodowego. Na dowódcę wyprawy wybrano więc Teofila Łapińskiego, który akurat przebywał w Londynie. Został przy tym mianowany generałem. Razem z transportem postanowiono wysłać zgłaszających się licznie w Londynie ochotników, których zebrało się 152. W liczbie tej znajdowało się 98 Polaków, 22 Francuzów, 16 Włochów, 3 Anglików, 3 Niemców, 2 Belgów, 2 Rosjan, 2 Szwajcarów, 2 Węgrów, 1 Holender i 1 Chorwat. Część jednak tuż przed wejściem na parowiec się rozmyśliła tak, że ostatecznie oddział składał się ze 140 wojskowych i 5 cywilów.

## Wyprawa
Wskutek słabego przestrzegania zasad konspiracji, rząd carski wiedział o powstańczych przygotowaniach i wysłał do Londynu parową korwetę z zadaniem przechwycenia jednostki powstańczej. Według relacji Łapińskiego rosyjska korweta mogła płynąć z prędkością maksymalną 14 węzłów. Okręt ten udało się jednak czasowo unieruchomić dzięki pomocy Giuseppe Mazziniego (na korwecie uszkodzono kotły). „Ward Jackson”, szybka jednostka mogąca rozwijać nawet 15 węzłów (według Łapińskiego 13 węzłów), usiłował opuścić Londyn 22 marca, ale został zatrzymany przez brytyjskich celników, którzy przeszukawszy statek zarekwirowali go. Straż była jednak dość słaba, bo statek odpłynął zabierając celników ze sobą (zostali wysadzeni na brzeg u ujścia Tamizy) rankiem 25 marca 1863. W trzy dni później zawinął do Helsinborga nad Sundem. Tam dowódca wyprawy Teofil Łapiński dowiedział się od przybyłego rewolucjonisty rosyjskiego Michaiła Bakunina, oraz od Waleriana Kalinki – emisariusza Rządu Narodowego, że Sierakowski nie dotarł do wybrzeża. Natomiast pod Połągą stanęły znaczne siły rosyjskie składające się z pułku kozaków, 6 kompanii strzelców i półbaterii artylerii. Dodatkowo stopniały lody na Bałtyku i lada dzień rosyjska flota miała rozpocząć kampanię. Informacje te przestraszyły angielskiego kapitana, który doprowadził statek tylko do Kopenhagi i tam porzucił. Łapiński zakontraktował więc nowego kapitana, Poetona i udał się w dalszą podróż. 30 marca statek wpłynął do Malmö. Po dwóch dniach pobytu w Malmö do portu zbliżyła się rosyjska fregata z napędem parowym uzbrojona w 24 armaty. Z obawy przed flotą rosyjską przedłużony został pobyt wyprawy z porcie. 12 kwietnia doszło do pożaru na parowcu w składzie węgla. Sytuacja była groźna, bo eksplozja prochu mogła nie tylko zatopić statek, ale także zniszczyć część portu. Na żądania Szwedów usunięto ze statku niebezpieczne materiały. Proch oraz amunicję zgromadzono w oddalonym od portu magazynie. Statek „Ward Jackson” był zbyt znany, aby kontynuować dalszą wyprawę. Obawiano się, że o jego wyjściu z portu szybko telegraficznie zostaną zawiadomieni Rosjanie i wyślą przeciw niemu własną flotę. Na razie więc odłożono plany kontynuowania wyprawy. Łapiński podróżował po Szwecji zwiedzając ją i próbując pozyskać od Szwedów pieniądze na utrzymanie oddziału. Dodatkowo sporo czasu zajęła wymiana korespondencji oraz spotkania z przedstawicielami Rządu Narodowego w sprawie dalszych planów. Postanowiono w końcu, że „Ward Jackson” wypłynie w kierunku Anglii chcąc w ten sposób zmylić Rosjan, że niby Polacy zrezygnowali z planów desantu i dostarczenia broni na Litwę. Po drodze natomiast chciano gdzieś w nocy przeładować broń i sprzęt wojenny na inny statek i na nim chciano kontynuować wyprawę. Całość robiono w tak ścisłej tajemnicy, że jeden z polskich oficerów niewtajemniczony w cały plan myślał, że angielska załoga chce porwać statek i wrócić z nim do Anglii. Pod nieobecność Łapińskiego nakazał on wprowadzenie parowca do portu wewnętrznego. Tam pod naciskiem Szwedów rozładowano statek. Niemal cały transportowany materiał wojenny został przez Szwedów obłożony sekwestrem. Na wyposażeniu oddziału zostały tylko rewolwery, 42 pałaszy i 24 karabinów. W Kopenhadze jednak dokupiono później 100 karabinów.

## Desant
Łapiński widząc, że nie może dostarczyć transportu broni, postanowił chociaż przeprowadzić desant i wysadzić na litewskim wybrzeżu zgromadzonych ochotników. Oddział wypłynął 1 czerwca z Malmö na parowcu „Fulton”. Pod Kopenhagą powstańcy przesiedli się na szkuner „Christyna Lorenza”, na którym płynął komisarz Rządu Narodowego, Józef Demontowicz. Później ochotnicy znowu przesiedli się na szkuner „Emilia”, na którym znajdowała się broń i amunicja nabyta w Kopenhadze (według E. Kosiarza przesiadka miała miejsce w nocy z 3 na 4 czerwca bezpośrednio z „Ward Jackson” na „Emilie”). Przesiadki miały zmylić Rosjan śledzących poczynania powstańców. Rankiem 11 czerwca 1863 żaglowiec zbliżył się do brzegów Mierzei Kurońskiej, pozorując awarię, a Łapiński wraz z jednym z oficerów, popłynęli łodzią na brzeg na rozpoznanie. Nie wzbudzając podejrzeń ustalili, że na mierzei nie ma oddziałów pruskich. Wieczorem tego samego dnia przystąpiono do desantu: najpierw zamierzano wylądować na mierzei, potem planowano przenieść łodzie, tak by następnie Zalewem Kurońskim przepłynąć na właściwy ląd. Zamierzano więc przeprowadzić desant na terytorium Prus, a dopiero potem przejść na teren kontrolowany przez Rosjan. Żaglowiec był zakotwiczony 3 km od brzegu. Po godzinie 22 spuszczono na wodę dwie łodzie, na których zaczęli się umieszczać ochotnicy. Całą operację prowadzono w nocy, a morze silnie falowało. Od lądu wiała bryza utrudniająca poruszanie się w kierunku brzegu. W połowie drogi między szkunerem a wybrzeżem fala zalała jedną z łodzi i ją zatopiła. Z 32 ludzi znajdujących się na łodzi 8 udało się uratować. Utonęło 11 Francuzów, 3 Włochów, 2 Szwajcarów oraz 8 Polaków.  Nie ponowiono próby desantu, a rankiem szkuner zdryfował już na wysokość wybrzeża rosyjskiego, skąd musiał jak najszybciej odpłynąć. 13 czerwca wrócił na Gotlandię, gdzie Szwedzi internowali powstańców i odesłali ich do Anglii.  
O ostatecznej klęsce zadecydował brak doświadczenia morskiego organizatorów i uczestników wyprawy, którzy nie poradzili sobie z dopłynięciem do niebronionego brzegu przy nieco wzburzonym morzu. 
W późniejszym czasie, po zakończeniu wyprawy morskiej Łapińskiego przeprowadzono odpowiednie kroki, aby odzyskać broń znajdującą się w Szwecji. 1 lutego 1864 r Rząd Narodowy na naczelnika sił zbrojnych województwa kowieńskiego i wileńskiego mianował pułkownika Bolesława Dłuskiego - Jabłonowskiego. Do jego dyspozycji oddano broń ze Szwecji, pozostałą po wyprawie Łapińskiego.